# رود پرسنیا
رود پرسنیا (انگلیسی: Presnya) یک رودخانه در استان مسکو کشور روسیه است..